# Skeleton Knight in Another World
Лицар-скелет починає пригоди в новому світі (яп. 骸骨騎士様、只今異世界へお出掛け中, Gaikotsu Kishi-sama, Tadaima Isekai e Odekake-chū) — серія ранобе, написана Енкі Хакарі та ілюстрована KeG. Публікація розпочалася онлайн у жовтні 2014 року на сайті Shōsetsuka ni Narō. Згодом її придбала компанія Overlap, яка з червня 2015 року випустила десять томів під своїм імпринтом Overlap Novels.
Манґа-адаптація з ілюстраціями Акіри Савано публікується онлайн на сайті Comic Gardo компанії Overlap з лютого 2017 року і зібрана у 13 томів танкобонів. Як ранобе, так і манґа ліцензовані у Північній Америці компанією Seven Seas Entertainment. Аніме-серіал, створений студіями Studio Kai та Hornets, транслювався з квітня по червень 2022 року. У грудні 2024 року було оголошено про другий сезон. 

## Сюжет
Прокинувшись, гравець опиняється в тілі свого аватара-скелета без шкіри. Ховаючи свою зовнішність, він рятує дворянку Лорен ду Люв'єрт і її покоївку Ріту Фаррен від розбійників і супроводжує їх до міста. Після цього Арк допомагає ельфам, звільняючи рабів та знаходить магічного лисеня Понту. Він знайомиться з ельфійкою Аріане Гленіс Мейпл, яка наймає його для боротьби з работоргівлею. Разом вони визволяють рабів у місті Дієнто.
Аріане дізнається, що Арк — не злий скелет, а проклятий і пропонує допомогу. У столиці ельфів вирішують продовжувати таємну боротьбу з работоргівлею. Діллан, батько Аріане, дає Арку інформацію про джерело, яке може зняти його прокляття. До них приєднується Чійоме, звіролюдина яка також бореться проти работоргівлі.
Тим часом у столиці Родена, Олаві, король Карлон відправляє дочку Юріарну на переговори з ельфами. Її брати Сект і Дакарес борються за трон, а Сект вбиває Дакареса, підставивши його за напад на Юріарну. Арк, Аріане та Чійоме розуміють, що работоргівля — лише частина змови, пов'язаної зі Святою Ревлонською Імперією та релігією Святого Хілка.

## Персонажі
Арк (яп. アーク, Āku) / Арк Лалатоя (яп. アーク・ララトイア, Āku Raratoia)
Сейю: Томоакі Маено
Геймер, що прокинувся у світі гри у вигляді свого аватара — високого лицаря-скелета в срібних обладунках. Він використовує ім'я «Арк» і згодом бере прізвище «Лалатоя» на честь ельфійського поселення. Арк володіє надлюдською силою, рухається легко навіть у важких обладунках і використовує дворучний меч Каладболг. Він ввічливий, має сильне почуття моралі, допомагає людям, ельфам і звіролюдям. Арк не боїться битв, але іноді проявляє емоції, як-от гнів через жорстокість работоргівців. Він також демонструє кулінарні здібності, дивуючи своїх супутників. Інформації про його минуле або шлях у цей світ поки немає.
Аріане Гленіс Мейпл (яп. アリアン・グレニス・メープル, Arian Gurenisu Mēpuru) / Аріане Гленіс Лалатоя (яп. アリアン・グレニス・ララトイア, Arian Gurenisu Raratoia)
Сейю: Файруз Ай
Аріане Гленіс Лалатоя — ельфійська воїтелька, друга дочка старійшини Діллана і Гленіс Лалатої. Їй 50 років, хоча виглядає молодше. У ранобе вона описується як темна ельфійка, в аніме має світлу шкіру і рожеве волосся. Аріане вперше зустрічає Арка під час боротьби з работоргівцями. Хоча вона вправний воїн, почувається гіршою за старшу сестру Івін і недовірливо ставиться до людей, поступово змінюючи думку завдяки Арку. Вона використовує меч «Меч Короля Левів», подарований Арком і носить каптур, щоб приховати ельфійське походження. Аріане не переносить алкоголь, має слабкість до Понти й складні почуття до Арка, хоча захоплюється його кулінарними здібностями.
Понта (яп. ポンタ)
Сейю: Нене Хіда
Понта — зелено-хутрова лисичка з білим черевцем, яку ельфи та звіролюди називають «духовною істотою». У ранобе стать Понти не уточнюється, але в аніме її вважають самицею. Арк знаходить її пораненою і використовує магію, щоб зцілити після чого лисичка стає його вірним супутником. Ім'я «Понта» походить від японського слова «Танпопо», через схожість хвоста з кульбабою. Її прихильність до Арка, незвична для духовних істот, викликає довіру у ельфів та звіролюдей. Понта часто сидить на шоломі або наплічнику Арка, інколи — на плечі Аріане. Вона чутлива до небезпеки, вміє ковзати в повітрі та володіє магією вітру.
Чійоме (яп. チヨメ)
Сейю: Мію Томіта
Чійоме — дівчина-звіролюдка, одна з шести ніндзя клану Джіншін, що займається пошуком і визволенням поневолених звіролюдей. Хоча вона має зовнішність юної дівчинки, Чійоме надзвичайно швидка, майстерна у бою та володіє техніками водяного ніндзюцу. Її ім'я є псевдонімом, даним на честь знаменитої куноічі Мотідзукі Чійоме; справжнє ім'я — Міа, Чійоме — сирота, її батько загинув у рабстві, а мати віддала життя, рятуючи дочку. Вона приєдналася до клану Джіншін за власним бажанням. Разом з Арком і Аріане вона визволяє звіролюдей із рабства в Олаві та знищує ринки рабів. Спочатку Чійоме надає їм інформацію про шляхетні родини, причетні до торгівлі ельфами, а згодом приєднується до їхніх пригод і стає близькою подругою Аріане. Як і багато інших, спершу Чійоме лякається вигляду Арка без шолома, але швидко приймає його як надійного союзника. Арк вважає її хорошим другом, хоч її стриманість інколи змушує його сумніватися в її ставленні до нього.
Данка (яп. ダンカ)
Сейю: Такуя Егучі
Данка Ніел Мейпл — ельф-воїн з Мейпла (прізвище спочатку змушує Арка припустити, що він або брат, або чоловік Аріане). Його місія полягала в розслідуванні міста Дієнто для пошуку захоплених і поневолених ельфів. Спочатку він підозрював Арка, але з часом став поважати його здібності та прийняв як товариша по зброї (хоча в томі 6 ранобе він все ще ставиться до Арка з підозрою, попри те що Арк став офіційним членом Лалатої). В аніме Данка і Аріане спілкуються на відстані через «Шепотливу Птаху» — ще одну «духовну істоту», що нагадує велику папугу і може відтворювати людську мову для передачі повідомлень.
Ділан (яп. ディラン, Diran)
Сейю: Кохсуке Торіумі
Старійшина ельфійського поселення Лалатоя і батько Аріане та Еевін. У ранобе він описується як «ельфійський чоловік з довгим зеленкуватим блондинистим волоссям», в аніме він високий з зеленовато-блондинистим волоссям і струнким тілом та короткою бородою. Він офіційно наймає Арка для допомоги Аріане у звільненні поневолених ельфів і пізніше виступає посланцем до різних людських королівств (що викликає невдоволення його дружини, оскільки це забирає його з дому на довгі періоди часу).
Гленіс (яп. グレニス, Gurenisu)
Сейю: Юко Мінагучі
Дружина старійшини Діллана, яка фізично виглядає на 30, але за її словами їй 100 років (в аніме вона говорить, що їй «тільки 170 цього року і ця цифра не змінюється», що змушує Аріане повідомити Арку, що її мати насправді 245 років). У ранобе її описують як ельфійку з «аметистовим кольором шкіри і білими волоссям, заплетеними в коси», а в аніме вона має таку ж бліду шкіру і рожеве волосся, як і її дочки. Вона є чудовою домогосподаркою, але також майстриня меча і розповідає Арку, що тренувала своїх дочок і своїм неймовірним умінням і швидкістю легко перемагає більшого і фізично потужного Арка в тренуваннях.
Евін (яп. イビン, Ibin)
Сейю: Румі Окубо
Старша сестра Аріане і знаменита ельфійська воїтелька, на яку Аріане прагне рівнятися, що робить її ще більш шокованою, коли дізнається, що Евін незабаром вийде заміж. Попри свою репутацію та майстерність як воїтельки, Евін здається абсолютно обожнює свою молодшу сестру (яку вона назвала «Аріною») і веде себе дуже жіночно, навіть фізично обіймаючи Аріане; в аніме, попри те що вона старша сестра Аріане, виглядає і веде себе молодше за неї.
Гоемон (яп. ゴエモン)
Сейю: Рьота Такеучі
Звіролюд і один із шести ніндзя клану Джіншин. Фізично він має таку ж величину та силу як Арк (з очима, які здаються без зіниць), і вони миттєво стають друзями. «Гоемон» — це не його справжнє ім'я і Арк здогадується, що це ім'я було дано на честь Ісікави Гоемона. Сила ніндзюцу Гоемона і магія Року Арка можуть резонувати між собою, досягаючи стану майже неконтрольованої сили. У бою він і Чійоме діють як партнери.
Сект (яп. セクト, Sekuto)
Сейю: Кенго Каваніші
Старший син короля Карлона з Родена, який веде боротьбу за трон Родена з молодшими братами Дакаресом і Юріарною. Таємно підтримується Великою Західною Імперією Ревлон. Хоча зовнішньо він виглядає більш витонченим він здається так само безжальним як і Дакарес, не вагаючись вбити Дакареса і підставити його за нібито вбивство Юріарни.
Дакарес (яп. ダカレス, Dakaresu)
Сейю: Даікі Хамано
Другий син короля Карлона з Родена. Активно бере участь у торгівлі ельфами та звіролюдями, порушуючи 400-річний мирний договір з ельфами. Він таємно підтримується Святою Східною Імперією Ревлон для здобуття влади з метою подальшої спроби державного перевороту.
Юріарна (яп. ユリアーナ, Yuriāna)
Сейю: Саарі Оніші
Друга донька короля Карлона з Родена, надзвичайно розумна і політично досвідчена, ймовірно найбільш порядна і надійна з усіх дітей короля, завжди ставить добробут людей на перше місце. Після подій у Дьєнто її батько доручає їй дипломатичну місію для відкриття переговорів з ельфами.
Домітіан (яп. ドミティアヌス, Domitianusu)
Сейю: Акіра Ісіда
Безжальний і аморальний правитель Священної імперії Ревлон, в якій рабство ельфів та людей-бістів є повністю законним. Він має намір дестабілізувати Королівство Роден, використовуючи контрольованих монстрів для тероризування населення і залучаючи їх до своїх збройних сил в рамках майбутніх планів на вторгнення.

## Медіа

### Ранобе
Серії ранобе написані Енкі Хакарі з ілюстраціями KeG і була опублікована Overlap під імпринтом Overlap Novels з 25 червня 2015 року. Станом на травень 2021 року серія все ще триває, з випущеними 10 томами. Seven Seas Entertainment ліцензувала серію 20 вересня 2018 року і випустила перший том 11 червня 2019 року. 
| №  | Дата              | ISBN              |
| -- | ----------------- | ----------------- |
| 1  | 25 червня 2015    | 978-4-86-554054-3 |
| 2  | 25 жовтня 2015    | 978-4-86-554075-8 |
| 3  | 25 березня 2016   | 978-4-86-554109-0 |
| 4  | 25 липня 2016     | 978-4-86-554146-5 |
| 5  | 25 листопада 2016 | 978-4-86-554169-4 |
| 6  | 25 квітня 2017    | 978-4-86-554209-7 |
| 7  | 25 серпня 2017    | 978-4-86-554249-3 |
| 8  | 25 березня 2018   | 978-4-86-554318-6 |
| 9  | 25 березня 2019   | 978-4-86-554432-9 |
| 10 | 25 березня 2022   | 978-4-86-554549-4 |

### Манґа
У лютому 2017 року був опублікований перший розділ манґа-адаптації від Акіри Савано в Comic Gardo Overlap; дизайни персонажів створений KeG. Overlap зібрав індивідуальні розділи в томи, перший з яких вийшов у серпні 2017 року. У вересні 2018 року Seven Seas Entertainment оголосила про ліцензування манґи для локалізації в Північній Америці під назвою Skeleton Knight in Another World.
| №  | Дата виходу     | ISBN                   |
| -- | --------------- | ---------------------- |
| 1  | 25 серпня 2017  | ISBN 978-4-86-554252-3 |
| 2  | 2 лютого 2018   | ISBN 978-4-86-554322-3 |
| 3  | 25 вересня 2018 | ISBN 978-4-86-554398-8 |
| 4  | 25 березня 2019 | ISBN 978-4-86-554468-8 |
| 5  | 25 вересня 2019 | ISBN 978-4-86-554552-4 |
| 6  | 25 лютого 2020  | ISBN 978-4-86-554619-4 |
| 7  | 25 серпня 2020  | ISBN 978-4-86-554733-7 |
| 8  | 25 квітня 2021  | ISBN 978-4-86-554904-1 |
| 9  | 25 вересня 2021 | ISBN 978-4-82-400011-8 |
| 10 | 25 березня 2022 | ISBN 978-4-8240-0141-2 |
| 11 | 25 липня 2022   | ISBN 978-4-8240-0254-9 |
| 12 | 25 березня 2023 | ISBN 978-4-8240-0453-6 |
| 13 | 25 квітня 2024  | ISBN 978-4-8240-0813-8 |

### Аніме
Аніме-адаптацію телевізійного серіалу було анонсовано 17 квітня 2021 року. Серіал буде анімовано студіями Studio Kai та Hornets, а режисером виступив Кацумі Оно. Сценарії серіалу створений Такеші Кікучі, дизайн персонажів зроблено Тору Іманіші, а музику до серіалу написали eba та Цубаса Іто. Він транслювався з 7 квітня по 23 червня 2022 року на AT-X, Tokyo MX, SUN і BS11. Початкова пісня: «Aa, Waga Roman no Michi Yo» (嗚呼、我が浪漫の道よ, Ах, моя романтична дорога ) від PelleK, а кінцевою піснею є «Bokura ga Oroka da Nante Dare ga Itta» (僕らが愚かだなんて誰が言った, Хто назвав нас дурнями? ) від DIALOGUE+. Crunchyroll транслював серіал по всьому світу за межами Азії. Muse Communication оголосила про ліцензію для Південної та Південно-Східної Азії наступного дня після анонсу аніме.
11 квітня 2022 року Crunchyroll оголосив, що серіал отримає англомовний дубляж, який прем'єрував 28 квітня.
Другий сезон був анонсований на заході з нагоди 10-ї річниці Overlap Bunko 15 грудня 2024 року.

#### Список серій
| № серії | Назва серії | Режисер(и)        | Сценарист(и)  | Режисер(и) анімації | Оригінальна дата показу |
| --- | --- | ----------------- | ------------- | ------------------- | ----------------------- |
| 1 | «Мандрівний лицар вирушає, щоб зробити світ кращим» Транслітерація: «Rurō no Kishi, Yonaoshi Tabi nite Sōrō» (яп. 流浪の騎士、世直し旅にて候ふ)                 | Шіґацу Йошікава   | Такеші Кікучі | Кацумі Оно          | 7 квітня 2022           |
| Дві молоді дівчини в лісі ось-ось стануть жертвами грабіжників, коли їх рятує величезний лицар у срібних латах. За кілька годин до цього лицар насправді є геймером з Японії що прокинувся в тілі свого персонажа скелета з найкращою бронею, зброєю та всіма фізичними й магічними навичками. Розуміючи, що скелет налякає людей і зробить його мішенню, він вирішує постійно носити шолом і дає собі нове ім’я – Арк використовуючи ім’я свого персонажа з гри. У першому місті яке він знаходить він помічає ельфійку, але вона зникає. Оскільки в нього немає грошей він намагається стати авантюристом, але для цього йому потрібно отримати ліцензію убивши трьох ворогів. У лісі він убиває бика-бора та орка, а під час пошуків третього ворога стає свідком нападу грабіжників на карету. Він вагається чи варто втручатися, поки не бачить двох молодих дам яких ось-ось зґвалтують, і жорстоко вбиває грабіжників. Ці дами – благородна Лорен Лув’єрт і її служниця Ріта. Поки вони оговтуються, Арк потайки забирає всі цінні речі грабіжників і супроводжує їх до міста. Убивши грабіжників і орка, він отримує свою ліцензію та першу їжу (за гроші грабіжників). Підозрюючи що може залишитись у цьому новому світі назавжди, Арк вирішує насолоджуватися початком нового життя. | |                   |               |                     |                         |
| 2 | «Перша робота, дівоче бажання і тінь, що наближається» Транслітерація: «Hatsu Shigoto, Shōjo no Negai to Shinobiyoru Kage» (яп. 初仕事、少女の願いと忍び寄る影) | Шіґацу Йошікава   | Такеші Кікучі | Шіґацу Йошікава     | 14 квітня 2022          |
| Арк бере на себе завдання охороняти молоду сільську дівчину на ім'я Марка, поки вона збирає лікарські трави. Арк цікавиться чому Марка так поспішає і вона пояснює що не хоче аби її мати Сеона, яка стала надмірно переживати після смерті батька Марки дізналася про це. Вони знаходять поранену кіцуне яку Арк лікує і створіння вирішує залишитися з ним. Арк називає його Понта через його пухнастий хвіст. Сеона дізнається про те що Марка покинула село саме коли мисливці приходять з новинами про надзвичайно небезпечного монстра в лісі. Марка веде Арка до дерева з цінними лікарськими квітами, але виявляє що дерево тепер належить монстру – базиліску. На щастя Арк уже бив таких монстрів у грі і швидко вбиває його; проте він просить Марку тримати це в таємниці аби не привернути непотрібну увагу. Він помічає магічне кільце на базиліску, яке ламається і зникає після того як монстра вбито. Він повертає Марку до Сеони разом з величезним кабаном з іклами для свята села, після чого вирушає далі. Пізніше тієї ночі солдати вбивають іншого базиліска, а потім знаходять набагато більший труп базиліска якого вбив Арк. Вони помічають що монстра вбито одним ударом надзвичайно великого меча, і дивуються хто це зробив, а тим часом Арк і Понта насолоджуються святковою трапезою в місті. | |                   |               |                     |                         |
| 3 | «Строга ельфійка танцює заради своїх товаришів» Транслітерація: «Ririshiki Erufu wa Dōhō ga Tame ni Mau» (яп. 凛々しきエルフは同胞が為に舞う)                   | Кей Міура         | Такеші Кікучі | Тайсуке Цукуда      | 21 квітня 2022          |
| Прийнявши завдання Арк справляється з бандитами які ховаються в лісовій печері, забираючи їхні скарби як здобич. Тим часом стає відомо що напад на Лорен Лув'єрт був невдалою спробою вбивства, замовленою лордом Трайтоном Дієнто, який сам отримав наказ від принца Дакареса дестабілізувати королівство на підготовку до війни. Трайтон також розлючений тим що його син Удолан наражає себе на небезпеку, очолюючи їхню незаконну операцію з торгівлі рабами. Повернувшись до лісу ельфійка спостерігає як Арк виходить з печери бандитів і атакує його, звинувачуючи у викраденні ельфійських дітей, поки не побачить Понту якого вона впізнає як лісового духа. Оскільки духи рідко довіряють смертним, вона розуміє що Арк не може бути викрадачем. Арк пропонує свою допомогу, але вона відмовляється. Наступного дня намагаючись знайти її, Арк знаходить викрадених ельфів, яких катує Удолан зі своїми людьми. Ельфійка вбиває більшість рабовласників, але змушена здатися коли Удолан погрожує дітям. Арк перемагає Удолана та захищає дітей, даючи ельфійці змогу вбити решту. Потім Арк звільняє полонених і магічно лікує їхні рани чим вражає ельфів. Відмовившись вірити що Арк є просто авантюристом, але переконана у його надійності, ельфійка представляється як Аріане Ґленіс Мейпл. Аріане отримує повідомлення, що було знайдено ще більше поневолених ельфів, і просить найняти Арка для допомоги. | |                   |               |                     |                         |
| 4 | «Проникнення на ринок рабів! У пошуках світового зла» Транслітерація: «Sennyū, Doreishō! Yo ni Habikoru Aku o Sagure» (яп. 潜入、奴隷商！世に蔓延る悪を探れ)    | Юкіо Такахаші     | Такеші Кікучі | Такумі Наріта       | 28 квітня 2022          |
| Після того як Арк приймає пропозицію Аріане найняти його, вони разом вирушають до міста Дієнто де зустрічають ельфійського товариша Аріане Данку, який відразу не довіряє Арку, хоча здивований тим що Арк може використовувати магію телепортації і встиг заробити довіру як Понти так і Аріане. Оскільки їхній напад на склад рабовласників відбудеться лише через кілька годин, Арк йде по «особисті справи» (тобто, поїсти наодинці). Аріане ділиться з Данкою своїм відчуттям провалу, оскільки її майже захопили і їй довелося бути врятованою Арком, порівнюючи себе з її старшою сестрою Еевін. Арк купує їжу для себе та Понти і ховається в безлюдному провулку, щоб зняти шолом і поїсти. Коли Арк, Аріане та Данка вирушають на свою місію, з даху за ними стежить темна постать. Проникнувши в склад Арк і двоє ельфів бачать що всі рабовласники вже були професійно вбиті, і Арк буквально захоплюється від ентузіазму, коли виявляється що вбивця — це дівчина ніндзя з котячими вухами. Ніндзя здивована тим що Арк знає хто такі ніндзя і побачивши Понту розуміє, що Арк заслуговує на довіру і передає йому документи які вона вкрала у работорговців. Вони містять імена дворян які вже купили ельфів-рабів, а також місцезнаходження рабів що утримуються лордом Трайтоном. Перед тим як піти, вона також розповідає що ельфійські раби не були її метою бо її справжня ціль не знаходиться на території складу. Після того як тріо звільняє ельфів, Данка стає ще більше вражений магічними здібностями Арка, але довіряє йому настільки, щоб дозволити йому і Аріане йти на самоті до палацу Трайтона. Спостерігаючи здалеку разом з величезним товаришем, ніндзя сподівається зустрітися з Арком знову. | |                   |               |                     |                         |
| 5 | «Розкрита таємниця і створений зв'язок» Транслітерація: «Akasareru Himitsu to Tsumugareru Kizuna» (яп. 明かされる秘密と紡がれる絆)                              | Йошінорі Одака    | Такеші Кікучі | Кацумі Оно          | 5 травня 2022           |
| Після того як їхня спроба тихо проникнути в замок йде не за планом Арк та Аріане захоплюють Трайтона та Удолана, а дві ельфійки-раби з яких Трайтон сексуально знущався мстяться йому. Тим часом Арк знаходить приховані скарби які забирає для себе (розповідаючи Аріане, що він забирає золото, щоб не дати рабовласникам використати його для відновлення своєї організації). Вибухи раптово лунають в палаці і Арк підозрює що це сталося через ніндзя. Аріане запрошує Арка відвідати Землі Ельфів, щоб вони могли продовжити рятувати рабів, хоча їм знадобиться дозвіл Старшого Ельфа для того щоб Арк міг потрапити на їхні землі. Оскільки йому доведеться розкрити свою особу під час зустрічі з Старшиною, Арк знімає шолом показуючи Аріане своє черепоподібне обличчя і розповідаючи, що його зовнішність є результатом прокляття. Хоча Аріане спочатку шокована виглядом Арка, вона обіцяє що всі ельфи зберігатимуть його секрет і сподівається що Старшна зможе знайти спосіб виправити його вигляд. У столиці Олаві, король Карлон, його сини Сект та Дакарес і донька Юріарна вирішують розслідувати чутки про рабство яке порушує мирну угоду між людьми та ельфами. Вони вирішують звернутися до ельфів, хоча зрозуміло що обидва принци мають свої власні таємні плани. Юріарна впевнена, що Дакарес таємно причетний до торгівлі рабами, і що Сект має план викрити його зміцнивши таким чином своє право на трон. Вона вирішує переконатися, що переговори з ельфами відбудуться успішно, і звертається до своєї сестри Серіарни яка вийшла заміж за правителя герцогства Лімбулт, єдиного домену який наразі торгує з Землями Ельфів. Після кількох днів подорожі, Арк та Аріане досягають Лалатої, величезного поселення ельфів у глибокому лісі. | |                   |               |                     |                         |
| 6 | «Пізнання темряви цього світу в ельфійському селі» Транслітерація: «Erufu no Sato de Fureru Isekai no Shin'en» (яп. エルフの里で触れる異世界の深淵)             | Арата Нішізукі    | Тошізо Немото | Тошінорі Фукушіма   | 12 травня 2022          |
| Арк зустрічає Старшину Діллана та його дружину Ґленіс які також є батьками Аріане. Діллан вдячний за те що ельфи були звільнені, але хвилюється що їхній напад на палац Трайтона став проблемою, і він з Аріане вирушають до ельфійської столиці Мейпл, щоб повідомити інших Старшин. Повернувшись до Лалатої, Ґленіс тренується з Арком щоб перевірити чи достатньо він сильний аби захистити Аріане. Арк зазнає кількох поразок від Ґленіс, що змушує його зрозуміти що високі бойові характеристики не завжди означають високий рівень майстерності. Старшини не бажаючи ризикувати війною, вирішують продовжувати звільнення рабів потайки. Аріане дивує новина що її старша сестра Еевін виходить заміж, оскільки вона завжди клялася що ніколи не вийде заміж. Арк вирішує прийняти ванну але коли Аріане входить у ванну без одягу, вона бачить його в повному скелетному вигляді, панікує і вибухами атакує його. Діллан офіційно наймає Арка для допомоги Аріане в подальшому звільненні рабів і як оплату розповідає Арку про магічний ставок, який може зцілити його скелетний вигляд, але він знаходиться лише біля Лорда Кроуна, духового дерева що росте на території Драконів Лордів — найнебезпечніших драконів світу. Арк приймає «плату», але коли залишаються наодинці, він стає допитливим і хоче перевірити чи справді його вигляд викликаний прокляттям, і шоковано виявляє що застосувавши заклинання на зняття прокляття він отримує людську праву руку. | |                   |               |                     |                         |
| 7 | «Диво для благородної принцеси» Транслітерація: «Risō ni Moyuru Ōjo ni Kiseki ga Maiorita» (яп. 理想に燃ゆる王女に奇跡が舞い降りた)                             | Йошінорі Одака    | Тошізо Немото | Йошінорі Одака      | 19 травня 2022          |
| Рука Арка миттєво знову перетворюється знову на кістку, але це підтверджує що його вигляд справді проклятий. Він та Аріане вирушають до Олава, полюючи на дворян, які володіють рабами. Їм дає попередження власник готелю про те що Зачаровані Вовки нападають на мандрівників. Юріарна залишає Олав і вирушає до Лімбулта. Аріане розмірковує над тим щоб полювати на вовків, оскільки весільний вуаль, виготовлений із хутра їхніх хвостів став би чудовим подарунком на весілля Еевін. Вовки дійсно нападають і Арк розуміє що вожак зграї носить магічне кільце подібне до того, що було на базиліску. Він знищує кільце пробуджуючи вожака від трансу; той забирає свою зграю і мирно йде. Арк впевнений що саме кільця є причиною того, чому монстри поводяться незвично. Поки Аріане готує хутро вбитих вовків, Понта відчуває небезпеку і веде Арка до місця де була атакована карета Юріарни, і де Юріарна, її служниця Ферна та вірні охоронці були вбиті зрадливими охоронцями та вбивцями. Вбивці нападають на нього, але броня Арка виявляється невразливою до їхніх зброї та магії, і він вбиває більшість із них з несподіваною допомогою від вовків. Використовуючи потужне заклинання відродження, Арк воскресає Юріарну, Ферну та кількох вірних охоронців, після чого непомітно відходить. Бачачи Арка, коли вона перебуває в напівсвідомості, Юріарна вважає його ангелом, посланим Богом. Арк сумнівається в моральності заклинання, яке може воскресити мертвих, і тримає все що сталося в таємниці від Аріане. Діставшись до Олава, вони стають свідками того як молода жінка майстерно перемогла бандитів, і Арк впізнає її як ту саму ніндзя з котячими вухами. | |                   |               |                     |                         |
| 8 | «Союз! Разом із звіролюдьми крізь темряву» Транслітерація: «Kyōtō! Jūjin no Tomo to Yamiyo o Kakeru» (яп. 共闘！獣人の友と闇夜を駆ける)                         | Юкіо Такахаші     | Тошізо Немото | Мінору Охара        | 26 травня 2022          |
| Ніндзя Чійоме з клану Джіншин шукає своїх співвітчизників яких поневолили люди, і запитує Арка, як він дізнався про ніндзя оскільки це слово було створено їхнім Великим Засновником, людиною на ім'я Хандзо, якого Арк усвідомлює як ще одну японську людину що потрапила в цей світ і заснувала клан ніндзя століття тому. Чійоме просить їх про допомог, і Аріане, як роботодавець Арка погоджується. Дакарес у люті через невдачу Зачарованих Вовків які не змогли вбити Юріарну, і підозрюючи помсту, відправляється в безпечне місце за наказом свого підлеглого Сетріона. Чійоме просить Арка та Аріане атакувати ринок рабів Етзат так очевидно, як тільки можна щоб відволікти увагу міських охоронців, дозволивши ніндзя атакувати інші ринки. Арк ховає свою унікальну броню під плащем та маскою племені. Чійоме представляє Гоемона, свого товариша по клану, і Арк розуміє що Хандзо назвав себе на честь Хатторі Хандзо і використовував імена інших відомих ніндзя як почесні титули (що означає, що Чійоме названа на честь Мочідзукі Чійоме, а Гоемон — на честь Ішікави Гоемона). Оскільки Гоемон є гігантом, таким же високим та могутнім як Арк, вони інстинктивно викликають один одного на бій, а потім усвідомивши що вони рівні за силою, стають миттєвими друзями. Арк і Гоемон атакують охоронців ринку через головний вхід і змагаються щоб перевершити один одного але перевищують усі межі і випадково потрапляють під обвалений камінь, поки Чійоме та Аріане готують свою атаку ззаду. | |                   |               |                     |                         |
| 9 | «Столиця в хаосі і клятва дівчини» Транслітерація: «Yureugoku Ōto to Otome no Chikai» (яп. 揺れ動く王都と乙女の誓い)                                            | Сатору Фуджіомото | Тошізо Немото | Сатору Фуджіомото   | 2 червня 2022           |
| Дізнавшись про атаку, Дакарес відправляє солдатів для захисту ринків рабів. Аріане та Чійоме починають звільняти рабів одночасно розправляючись з охоронцями. Гоемон відправляє Арка приєднатися до Аріане та Чійоме, поки сам затримує підкріплення. Люди-звірі швидко звільняються, але Арк, Аріане та Чійоме також знаходять клітку повну мертвих рабів, вбитих або залишених помирати через те, що вони були непридатні для продажу через старість, травми чи хвороби. Арк телепортує вижилих у безпечне місце, потім приєднується до Гоемона, щоб винищити солдатів і повністю знищити ринок. Після завершення знищення Арк і Гоемон забирають тіла мертвих рабів для належного похорону, а Чійоме клянеться вдосконалювати свої навички, щоб рятувати ще більше людей. Сетріон вбиває Дакареса, розкриваючи що працював на Секта з самого початку; оскільки Юріарну не вдалося знайти, Сект підставляє мертвого Дакареса за ймовірне вбивство Юріарни, залишаючи себе єдиним спадкоємцем трону Рходену. Юріарна прибуває до Лімбулта і дізнається від Серіарни про смерть Дакареса, розуміюч, що Сект ймовірно спланував її вбивство, і вирішує зберегти своє виживання в таємниці на деякий час. Чійоме розповідає Аріане, що Дакарес працював на Святу Імперію Ревлону і відправляв їм багато ельфійських рабів. Аріане та Арк вирішують вирушити туди негайно. У столиці Святого Імператорства Ревлону імператор Доміціанус вражений тим, що Сект усунув як Дакареса так і Юріарну, але ще більше здивований, що хтось знищив кільця, які він відправив Дакаресу для контролю над вовками і базилісками. Його підлеглий підтверджує, що агент Доміціануса, Фумба, продовжує працювати над дестабілізацією Рходену. У пустелі за межами Рходену Фумба, зневажливо посміхаючись, спостерігає за тим, як червоподібні монстри, що вириваються з піску, захоплюють і поїдають літаючих віверн. | |                   |               |                     |                         |
| 10 | «Надія на майбутнє, знайдена в пустелі» Транслітерація: «Sabaku de Mitsukeshi Asu e no Kibō» (яп. 砂漠で見つけし明日への希望)                                   | Шіґацу Йошікава   | Такеші Кікучі | Шіґацу Йошікава     | 9 червня 2022           |
| Після досить блискавичної зустрічі з зграєю віверн Арк і Аріане досягають села на краю пустелі. Арк помічає, що Аріане незвично нервує і дізнається що торгівля ельфами є законною в Ревлоні, тому вона переживає про подорож туди. У таверні села ельф Карсі Хелд знайомиться з ними та пояснює, що йому вдалося співіснувати з місцевими жителями і він заробляє на життя вивченням монстрів. Він просить допомоги у ловлі складних монстрів, пропонуючи карту Ревлону як оплату. Аріане важко дається ідея співіснування, а увечері за бочкою вина Арк випадково виявляє, що Аріане — легка на підйом і погана п’яничка. Наступного ранку Аріане розлючена дізнавшись, що її витівки під час сп’яніння змусили місцевих подумати, що вона та Арк провели ніч разом (коментарі Арка теж не допомогли ситуації). Карсі планує ловити Піщаного Черв’яка за допомогою трупів гоблінів як приманки, а Аріане все ще намагається оговтатися від похмілля і блювоти від руху під час подорожі. Раптом їх атакує черв, який виріс набагато більше за звичайного, і тільки Арк виявляється досить сильним щоб перемогти його. На Піщаному Черв’яку помітно ще одне кільце, але воно руйнується та зникає після того як черв був переможений. Карсі розповідає Аріане що колись він теж ненавидів людей, але з часом почав до них ставитися з повагою, і розкриває що Ламберт, герцогство в Рходені, управляється людським лордом та його ельфійською дружиною, яку він врятував від рабства, і Аріане починає ставати більш оптимістичною. Ненормальне зростання червів було викликано Фумбою, який годував їх і інших монстрів рабами та викраденими жителями на користь імператора Доміціануса. | |                   |               |                     |                         |
| 11 | «Варвар, що приручає чудовиськ, сміється в темряві» Транслітерація: «Banzoku no Majūtsukai wa Yami ni Warau» (яп. 蛮族の魔獣使いは闇に嗤う)                     | Тошінорі Фукушіма | Такеші Кікучі | Мінору Охара        | 16 червня 2022          |
| Арк, Аріане та Понта прибувають до прикордонного міста Кейсех. Щоб знайти захоплених ельфів, вони розходяться і Арк дізнається, що дивні крики лунали пізно вночі з фортеці на сході, а люди почали таємничо зникати. На шляху до Аріане Арк рятує вуличну дівчину від трьох викрадачів (дівчина, що виглядає гарною і вдячно чіпляється за Арка, не подобається Аріане). Невдалі викрадачі які працювали на Фумбу щоб зібрати «їжу» для його контрольованих монстрів, отримують покарання — їх згодовують великому білому тигру. Аріане дізнається, що захоплені ельфи були доставлені до фортеці чотири місяці тому і наполягає на тому щоб перевірити її. Проникнувши всередину і знайшовши секретний прохід, вони потрапляють до підземної кімнати де зустрічають Фумбу. Раптом Аріане атакує Арка, зачарована вважаючи що вона тренується зі своєю сестрою Еєвін. Арк помічає імпа схованого в каптурі Аріане, Понта вириває його і Арк знищує його, звільняючи Аріане від контролю. Фумба зізнається що він чаклун який може змушувати монстрів підкорятися. Арк запитує його про ельфів, але Фумба відповідає що більшість ельфів були використані в магічних експериментах Імперії, а решта — як «їжа» для його «улюбленця». Обурений Арк швидко вбиває білого тигра, і Фумба наказує своїм іншим контрольованим монстрам атакувати. Арк легко вбиває монстрів, але коли огр атакує безсвідому Аріане з’являється Чійоме і за допомогою водного дзюцу долає його, кажучи Фумбі що інші ніндзя Джіншина вже впоралися з його іншими монстрами. Раптом земля починає тремтіти, і Фумба втікає кажучи, що його найбільший монстр прокинувся. Арк телепортує всіх на вулицю, де вони зустрічають п’'ятиголову гідру. | |                   |               |                     |                         |
| 12 | «Я виріжу зло цього світу!» Транслітерація: «Konoyo no Aku o Ware wa Kiru!» (яп. 異世界このよの悪を我は斬る！)                                                  | Юкіо Такахаші     | Такеші Кікучі | Кацумі Оно          | 23 червня 2022          |
| Гідра атакує Арка, Аріане та Чійоме своїм вогняним диханням, що змушує Фумбу вважати, що вони були знищені. Він відправляє гідру знищити Кейсех, але під час спогаду показано, що старійшини клану Фумби вважали його недостатньо дисциплінованим і слабким, через що він залишив свій клан і став служити імператору Домітіану. Арк використовує свій Щит, щоб захистити всіх і Аріане (яка, навіть будучи під впливом чар, усвідомлювала все, що Фумба раніше сказав про долю ельфів) клянеся знищити його. Вони розділяються: Аріане і Чійоме мчать за Фумбою, а Арк залишається, щоб впоратися з гідрою. Перш ніж гідра встигне дістатися до Кейсех, Арк викликає Іфрита Пекельного Демона щоб битися з гідрою. Аріане та Чійоме наздоганяють Фумбу, і Аріане насміхається з його особистої слабкості. Коли Фумба достатньо розлючений, щоб атакувати Аріане, Чійоме нападає на нього та пошкоджує магічні позначки на тілі, що дозволяють йому контролювати монстрів. Вогняний меч Аріане руйнує його батіг, і полум'я поглинає його. Заважена Іфрітом гідра отримує пошкодження, і Арк підкидає її в повітря, після чого Іфріт знищує її полум'ям. Тим часом принцеса Юріарна зустрічається з ельфійськими старійшинами Ділланом і лордом Фангасом, і вони погоджуються, що королівство Роден візьме на себе відповідальність за злочини проти ельфів, знайде зниклих та пригнічених ельфів і захищатиме ельфійські території в обмін на підтримку Юріарни у її боротьбі за трон Родену. Після того, як вона дізнається цю новину (через Шепочучого Птаха Данки), що означає завершення місії Аріане, вона відчуває непевність щодо майбутнього, але Арк і Чійоме її підтримують. Сект засмучений новиною про те, що Юріарна вижила після замаху і успішно домовилася з ельфами; Юріарна замислюється над своєю долею після її дивовижного воскресіння; Домітіан дізнається про знищення Фумби і його монстрів; Чійоме вперше бачить непокритий обличчя Арка; і Арк вирішує продовжити свої подорожі з друзями. | |                   |               |                     |                         |

## Сприйняття
Перша серія аніме-адаптації отримала загалом негативні відгуки від співробітників Anime News Network під час переглядів сезону весни 2022 року.
- Кейтлін Мур знайшла «мішанину кліше ісекай» нудною і «досить необразливою», відразу відчувши неприязнь до сцени насильства в самому початку і комічних вчинків Арка під час та після цієї сцени, назвавши це «поганим наративним вибором, який заслуговує на критику не лише за це, а й за грубість».
- Джеймс Беккет вважав сцени сексуального насильства «потворними і невиправдано жорстокими» і відчував, що Арк виглядає як «справжній соціопат», коли проходить через насильницькі ситуації.
- Ніколас Дюпрі також розкритикував сцену згвалтування як «ледачий, безсоромний трюк для шокування», який здається недоречним і руйнує представлення Арка, оскільки ми бачимо його точку зору на цю сцену і після цього це здається невдалим жартом.
- Ребекка Сільверман вважає «вступний залп» дешевим прийомом, щоб привернути увагу глядачів, а решту епізоду назвала «шокуюче прісно», зробивши висновок, що «поєднання безглуздого і образливого не залишає нічого, що можна було б порекомендувати для перегляду».
- Навпаки, Річард Айзенбейс був позитивно налаштований щодо особистості Арка і вважав, що сцена з бандитами дала йому певний «розвиток характеру», зробивши такий висновок: «Загалом, незважаючи на грубий початок, мені дуже сподобався цей епізод і я не можу дочекатися, щоб побачити, куди все піде далі, оскільки він неминуче сформує групу і відповість на заклик до пригод»[38].
- Стіг Хьогсет, пишучи для THEM Anime Reviews, критикував моральну орієнтацію та насильницькі аспекти фантастичного світу, а також деякі «досить дешеві сегменти» в серіях, але він похвалив ентузіазм Арка як персонажа, а також розкриття минулого Аріан і Чійоме, що робить їх «більш розкритими персонажами» поза їхніми взаємодіями з Арком, підсумувавши: «Це не надто складний серіал, тому він більше схожий на розважальний середньорівневий варіант глибших чи темніших шоу на кшталт Re:Zero чи Overlord, але як я вже казав про інші шоу; іноді просто хочеться розслабитися і отримати задоволення. Skeleton Knight in Another World вам у цьому допоможе»[39].